# Kameroense presidentsverkiezingen (2004)
De Kameroense presidentsverkiezingen van 2004 werden gehouden op 11 oktober en gewonnen door zittend president Paul Biya van de Rassemblement démocratique du peuple camerounais (RDPC). Hij werd met 71% van de stemmen herkozen. Oppositieleider Ni John Fru Ndi van het Front social démocrate had geen vertrouwen in het eerlijk verloop van de verkiezingen en vroeg aan het hooggerechtshof om de uitslag ongeldig te verklaren. De opkomst was 82,23%.
| Kandidaat                       | Kandidaat                       | Partij                                           | Stemmen   | %     |
| ------------------------------- | ------------------------------- | ------------------------------------------------ | --------- | ----- |
|                                 | Paul Biya                       | Rassemblement démocratique du peuple camerounais | 2.665.359 | 70,92 |
|                                 | Ni John Fru Ndi                 | Front social démocrate                           | 654.066   | 17,40 |
|                                 | Adamou Ndam Njoya               | Union démocratique du Cameroun                   | 168.318   | 4,48  |
|                                 | Garga Haman Adji                | Alliance pour la démocratie et le développement  | 140.372   | 3,74  |
|                                 | Overige kandidaten              | Overige kandidaten                               | 130.106   | 3,46  |
| Totaal                          | Totaal                          | Totaal                                           | 3.758.221 | 100   |
| Geldig uitgebrachte stemmen     | Geldig uitgebrachte stemmen     | Geldig uitgebrachte stemmen                      | 3.758.221 | 98,12 |
| Ongeldige stemmen/ blanco       | Ongeldige stemmen/ blanco       | Ongeldige stemmen/ blanco                        | 72.051    | 1,88  |
| Totaal aantal stemmen           | Totaal aantal stemmen           | Totaal aantal stemmen                            | 3.830.272 | 100   |
| Geregistreerde kiezers/ opkomst | Geregistreerde kiezers/ opkomst | Geregistreerde kiezers/ opkomst                  | 4.657.748 | 82,23 |
| Bron: AED                       |                                 |                                                  |           |       |

## Afbeeldingen

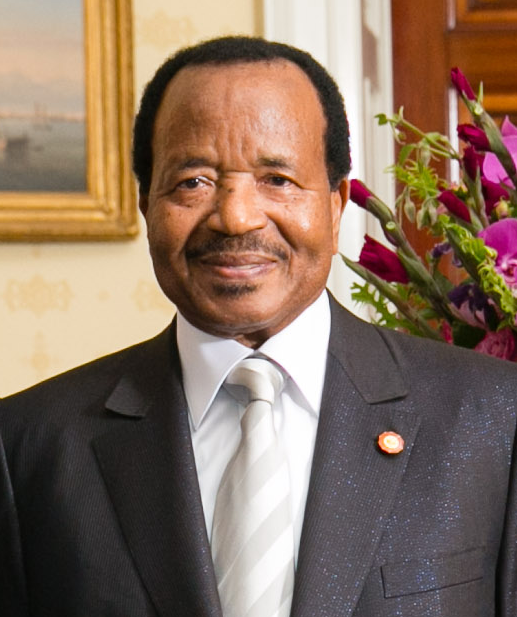
Zittend president Paul Biya (RDPC) werd met 70,92% van de stemmen herkozen.
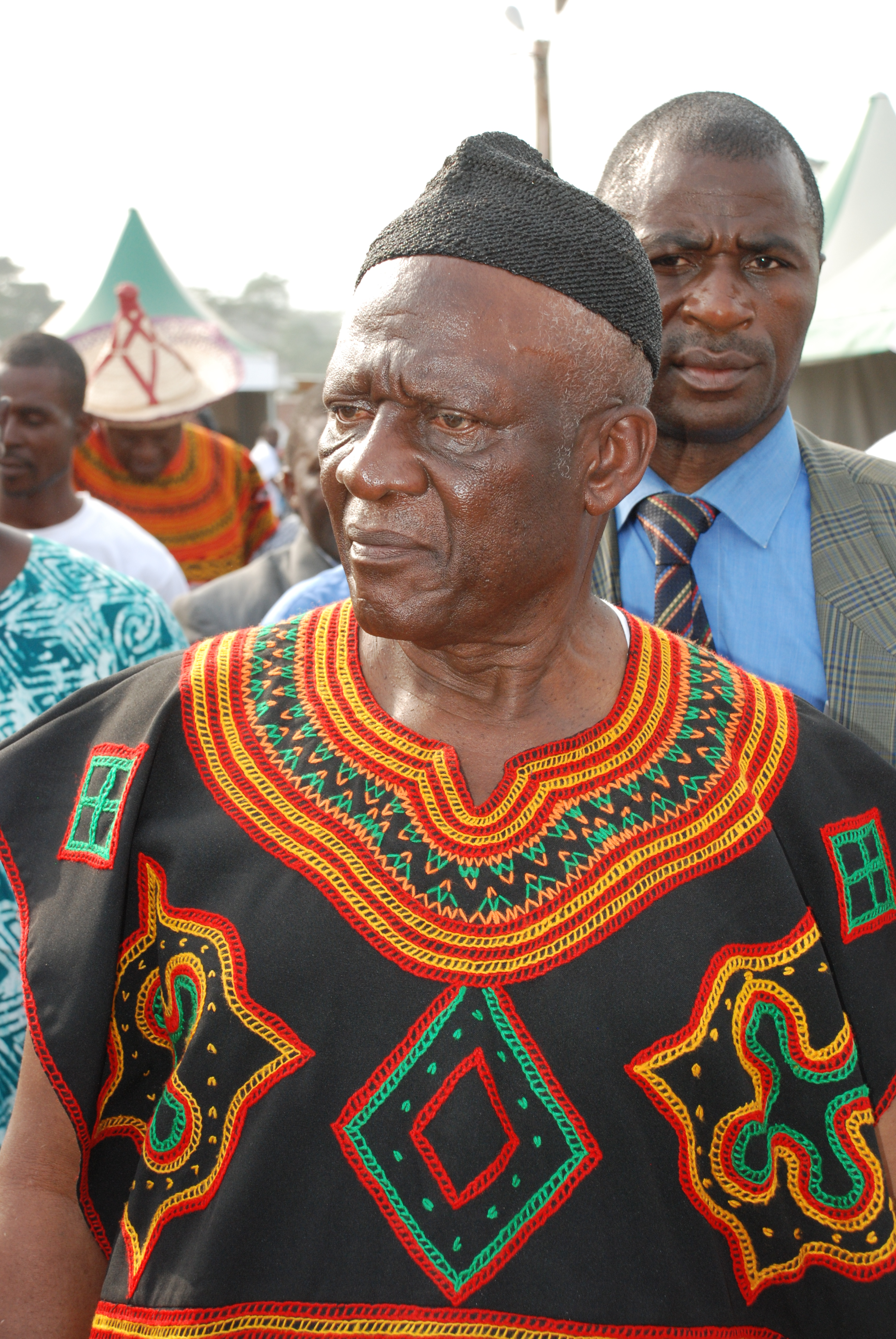
Tegenkandidaat Ni John Fru Ndi (FD) kreeg 17,40% van de stemmen.

Presidentsverkiezingen: 1965 · 1970 · 1975 · 1980 · 1984 · 1988 · 1992 · 1997 · 2004 · 2011 · 2018 · 2025

Parlementsverkiezingen: 1964 · 1973 · 1978 · 1983 · 1988 · 1992 · 1997 · 2002 · 2007 · 2013 · 2020

Referenda: 1972